# Спортивна ходьба на 20 кілометрів
Спортивна ходьба на 20 кілометрів — це олімпійське легкоатлетичне змагання, в якому змагаються як чоловіки, так і жінки. Вони проводяться поза межами стадіону. Спортсмени повинні завжди підтримувати контакт із землею, а опорна нога повинна залишатися прямою, поки піднята нога не пройде повз неї. 20 кілометрів це 12,4274 милі.

## Світові рекорди
Рекордсменом світу з шосейної спортивної ходьби на 20 кілометрів серед чоловіків є Яманісі Тосікадзу з результатом 1:16.10, показаним 2025 року на чемпіонаті Японії зі спортивної ходьби в Кобе.
Світовий рекорд серед жінок 1:23:49 встановила Ян Цзяюй з Китаю. Росіянка Олена Лашманова, яка раніше була дискваліфікована на вживання допінгу, має швидший час 1:23:39, що також є європейським рекордом, але цей час ніколи не було ратифіковано як світовий рекорд.

## Чільна десятка атлетів

### Чоловіки
- Вірно станом на липень 2021 р.[2]

| Місце | Час       | Спортсмен          | Країна                       | Дата            | Місце    | Примітка |
| ----- | --------- | ------------------ | ---------------------------- | --------------- | -------- | -------- |
| 1     | 1:16:36   | Судзукі Юсуке      | Японія                       | 15 березня 2015 | Номі     |          |
| 2     | 1:16:43 1 | Сергій Морозов     | Росія                        | 8 червня 2008   | Саранськ |          |
| 3     | 1:16:54   | Ван Кайхуа         | Китайська Народна Республіка | 20 березня 2021 | Хуаншань | [ 3 ]    |
| 4     | 1:17:02   | Йоанн Дініш        | Франція                      | 8 березня 2015  | Арль     |          |
| 5     | 1:17:15   | Яманісі Тосікадзу  | Японія                       | 17 березня 2019 | Номі     | [ 4 ]    |
| 6     | 1:17:16   | Володимир Канайкін | Росія                        | 29 вересня 2007 | Саранськ |          |
| 7     | 1:17:21   | Джефферсон Перес   | Еквадор                      | 23 серпня 2003  | Париж    |          |
| 8     | 1:17:22   | Пакільо Фернандес  | Іспанія                      | 28 квітня 2002  | Турку    |          |
| 9     | 1:17:23   | Володимир Станкін  | Росія                        | 8 лютого 2004   | Сочі     |          |
| 10    | 1:17:24   | Масатора Кавано    | Японія                       | 17 березня 2019 | Номі     | [ 4 ]    |

### Жінки
- Вірно станом на липень 2021 р.[5]

| Місце | Час     | Спортсменка        | Країна                       | Дата            | Місце     | Примітка |
| ----- | ------- | ------------------ | ---------------------------- | --------------- | --------- | -------- |
| 1     | 1:23:39 | Олена Лашманова    | Росія                        | 9 червня 2018   | Чебоксари | [ 6 ]    |
| 2     | 1:23:49 | Ян Цзяюй           | Китайська Народна Республіка | 20 березня 2021 | Хуаншань  | [ 3 ]    |
| 3     | 1:24:27 | Лю Хун             | Китайська Народна Республіка | 20 березня 2021 | Хуаншань  | [ 3 ]    |
| 4     | 1:24:45 | Цєян Шеньцзє       | Китайська Народна Республіка | 20 березня 2021 | Хуаншань  | [ 3 ]    |
| 5     | 1:24:47 | Ельміра Алембекова | Росія                        | 27 лютого 2015  | Сочі      | [ 7 ]    |
| 6     | 1:24:50 | Олімпіада Іванова  | Росія                        | 4 березня 2001  | Сочі      |          |
| 7     | 1:24:56 | Ольга Каніськіна   | Росія                        | 28 лютого 2009  | Сочі      |          |
| 8     | 1:25:03 | Марина Пандакова   | Росія                        | 27 лютого 2015  | Сочі      | [ 7 ]    |
| 9     | 1:25:04 | Світлана Васильєва | Росія                        | 27 лютого 2015  | Сочі      | [ 7 ]    |
| 10    | 1:25:08 | Віра Соколова      | Росія                        | 26 лютого 2011  | Сочі      |          |